# Kredenn Geltiek
Kredenn Geltiek (”den keltiska tron”) är en nyhednisk druidisk rörelse som grundades i Bretagne år 1936. Organisationen har sedan dess bytt namn till Kredenn Geltiek Hollvedel (”Den keltiska tron i världen”). De ger ut tidskriften Ialon-Kad-Nemeton.

## Historia
Kredenn Geltiek Hollvedel grundades 1936 av Rafig Tullou, Morvan Marchal och Francis Bayer du Kern, och växte fram ur den bretonska federalistiska rörelsen som ett försök att återuppliva forntida keltiska religiösa föreställningar. Gruppens uttalat antikatolska och moderna druidiska ideologi syftade till att särskilja den från den redan existerande, icke-religiösa goursez i Bretagne.
Morvan Marchal var gruppens första ”ärkedruid”. De blandade läsningar ur hinduiska diktverket Bhagavadgita och de daoistiska Laozis maximer med keltiska traditioner för att skapa en indoeuropeisk esoterism som grund för återupprättandet av druidsk gudsdyrkan. Esoteriska studier av Gwilherm Berthou ledde till påståenden om att fornkeltiska trosföreställningar hade rekonstruerats.
Under andra världskriget bytte gruppens tidskrift Kad (”strid”), namn till det mer fredliga Nemeton (”helgedom”), och senare Ialon-Kad-Nemeton.